# Canton de Limonest
Le canton de Limonest est une ancienne division administrative française, située dans le département du Rhône en région Rhône-Alpes.

## Composition
Le canton de Limonest comprenait 9 communes :
- Chasselay
- Les Chères
- Civrieux-d'Azergues
- Collonges-au-Mont-d'Or
- Limonest
- Lissieu
- Marcilly-d'Azergues
- Saint-Cyr-au-Mont-d'Or
- Saint-Didier-au-Mont-d'Or

## Histoire
Le 1er août 1963, le canton perd la commune de Saint-Rambert-l'Île-Barbe, supprimée et intégrée à la commune de Lyon par décret.
Par un décret du 28 février 2000, les trois communes de Champagne-au-Mont-d'Or, Dardilly et Écully sont détachées pour former le nouveau canton d'Écully.
Le 1er janvier 2015, avec la création de la métropole de Lyon, le canton se retrouve réduit aux quatre communes qui demeurent dans le département du Rhône. Enfin, à l'issue des élections départementales de mars 2015, qui voient le redécoupage cantonal du département, il disparaît totalement.

## Représentation

### Conseillers généraux de 1833 à 2015
| Période | Période          | Identité                     | Étiquette                   | Qualité                                                                                           |
| ------- | ---------------- | ---------------------------- | --------------------------- | ------------------------------------------------------------------------------------------------- |
| 1833    | 1867             | Jean-Baptiste Royé-Vial      |                             | Négociant, maire d'Écully (1834-1837, 1846-1861)                                                  |
| 1867    | 1873 (décès)     | Claude Jourdan               |                             | Doyen de la Faculté des Sciences de Lyon                                                          |
| 1873    | 1882 (démission) | Pierre Terver (1826-1905)    | Républicain                 | Docteur-médecin, maire d'Écully                                                                   |
| 1882    | 1889             | Claude Fouilloux (1844-1895) |                             | Ingénieur, négociant, percepteur Maire de Saint-Cyr-au-Mont-d'Or (1878-1892)                      |
| 1889    | 1901             | Raymond de Veyssière         | Républicain constitutionnel | Maire d'Écully (1881-1923)                                                                        |
| 1901    | 1907             | Jean-Pierre Henri Fournier   | Rad.                        | Président du Conseil des Prudhommes (bâtiment et industries diverses)                             |
| 1907    | 1925             | Pierre Pays                  | URD                         | Maire de Collonges-au-Mont-d'Or (1901-1944)                                                       |
| 1925    | 1931             | Jean-Marie Pradel            | Rad.                        | Maire de Dardilly (1908-1929)                                                                     |
| 1931    | 1936 (décès)     | Alexandre Sabarly            | URD                         | Maître-maçon Maire de Limonest                                                                    |
| 1936    | 1940             | Claude Defarge               | URD                         | Agriculteur, conseiller municipal de Saint-Cyr-au-Mont-d'Or, conseiller d'arrondissement          |
|         |                  |                              |                             |                                                                                                   |
| 1942    | 1945             | Étienne Fillot               | Républicain                 | Agriculteur Conseiller d'arrondissement, maire de Limonest Nommé conseiller départemental en 1942 |
|         |                  |                              |                             |                                                                                                   |
| 1945    | 1970             | Paul Gignoux (1893-1990)     | DVD                         | Ingénieur Maire de Limonest                                                                       |
| 1970    | 1994             | Jacques Berger               | CNI                         | Maire de Saint-Cyr-au-Mont-d'Or (1959-1971)                                                       |
| 1994    | 2008             | Muguette Dini                | UDF                         | Enseignante Sénatrice (2004-2014) Adjointe au maire d'Écully Vice-présidente du Conseil général   |
| 2008    | 2015             | Max Vincent                  | Centriste puis FED-UDI      | Fonctionnaire, maire de Limonest depuis 1979                                                      |

### Conseillers d'arrondissement (de 1833 à 1940)
| Période                                  | Période | Identité                        | Étiquette                            | Qualité |
| ---------------------------------------- | ------- | ------------------------------- | ------------------------------------ | --- |
| 1833                                     | 1842    | François André Madinier         |                                      | Propriétaire, maire de Dardilly                                                                             |
| 1842                                     | 1848    | Jean-Louis Joannard (1799-1880) |                                      | Notaire, maire de Chasselay                                                                                 |
|                                          |         |                                 |                                      | |
| 1877                                     | 1889    | M. Clément                      | Républicain Radical                  | |
| 1889                                     | 1922    | Albert Joannard (1852-1929)     | Conservateur puis Républicain modéré | Négociant, maire de Chasselay                                                                               |
| 1922                                     | 1934    | Pierre Falcot                   | Rad.                                 | Maire de Saint-Didier-au-Mont-d'Or (1925-1935), Président du Conseil d'arrondissement                       |
| 1934                                     | 1936    | Claude Defarge                  | Républicain                          | Agriculteur, conseiller municipal de Saint-Cyr-au-Mont-d'Or                                                 |
| 1936                                     | 1940    | Étienne Fillot                  | Républicain                          | Agriculteur, maire de Limonest                                                                              |
| 1940                                     |         |                                 |                                      | Les conseils d'arrondissement ont été suspendus par la loi du 12 octobre 1940 et n'ont jamais été réactivés |
| Les données manquantes sont à compléter. |         |                                 |                                      | |

## Évolution démographique
| 1962   | 1968   | 1975   | 1982   | 1990   | 1999   | 2006   | 2011   | 2012   |
| ------ | ------ | ------ | ------ | ------ | ------ | ------ | ------ | ------ |
| 14 485 | 15 723 | 18 306 | 21 073 | 54 268 | 57 137 | 27 979 | 28 555 | 28 734 |